# Liste der denkmalgeschützten Objekte in Tieschen
Die Liste der denkmalgeschützten Objekte in Tieschen enthält die 7 denkmalgeschützten, unbeweglichen Objekte der Gemeinde Tieschen im steirischen Bezirk Südoststeiermark.

## Denkmäler
| Foto |                 | Denkmal                                                                                   | Standort                                                      | Beschreibung | Metadaten |
| ---- | --------------- | ----------------------------------------------------------------------------------------- | ------------------------------------------------------------- | --- | --- |
| ja   | Datei hochladen | Hügelgräber im Grössinger Tanner HERIS-ID: 112258 Objekt-ID: 130332                       | Grössinger Tanner Standort KG: Grössing                       | Das römische Hügelgräberfeld aus dem 1. bis 2. Jahrhundert umfasst rund 40 bis 50 Hügelgräber, von denen 5 ergraben wurden. Neben Resten verbrannter Menschenknochen und zerscherbten Beigabengefäßen fanden sich auch Bruchstücke keltischer Keramiken und eine bronzezeitliche Steinaxt. | BDA-Hist.: Q37830089 Status: Bescheid Stand der BDA-Liste: 2025-06-30 Name: Hügelgräber im Grössinger Tanner GstNr.: 382/1, 385, 386, 387/1, 388/1 Hügelgräber im Grössinger Tanner |
| ja   | Datei hochladen | Urgeschichtliche Höhensiedlung und Wallanlage Königsberg HERIS-ID: 57519 Objekt-ID: 67691 | Königsberg Standort KG: Patzen                                | Die urgeschichtliche Höhensiedlung und Wallanlage auf dem 462 m hohen Königsberg im Gemeindegebiet von Tieschen stammt aus der späten Urnenfelderzeit (9./8. Jahrhundert v. Chr.). Sie war von einer 10 Meter hohen Ringmauer umgeben. Die stadtähnliche Siedlung hatte eine Fläche von 10 ha und ist damit eine der größten bisher gefundenen derartigen Siedlungen in der Steiermark. Das Fundgebiet erstreckt sich über die Katastralgemeinden Patzen, Pichla bei Radkersburg und Tieschen. | BDA-Hist.: Q105639811 Status: Bescheid Stand der BDA-Liste: 2025-06-30 Name: Urgeschichtliche Höhensiedlung und Wallanlage Königsberg GstNr.: 50/11 Höhensiedlung und Wallanlage Königsberg |
| ja   | Datei hochladen | Urgeschichtliche Höhensiedlung und Wallanlage Königsberg HERIS-ID: 11910 Objekt-ID: 8031  | Königsberg Standort KG: Pichla bei Radkersburg                | Das Fundgebiet erstreckt sich über die Katastralgemeinden Patzen (siehe dort), Pichla bei Radkersburg und Tieschen. | BDA-Hist.: Q105639771 Status: Bescheid Stand der BDA-Liste: 2025-06-30 Name: Urgeschichtliche Höhensiedlung mit Wallanlage Königsberg GstNr.: 36/27, 37/3, 37/4, 37/26, 37/27, 37/31, 37/32, 37/33, 37/34, 37/35, 37/36, 37/37, 37/38, 37/39, 37/40, 37/41, 37/42, 37/43, 37/44,37/45, 37/46, 37/47, 37/48, 37/49, 37/50, 37/51, 37/52, 37/53, 37/54, 37/55, 37/56, 37/57, 37/58, 37/59, 37/60, 37/61, 37/79, 37/80, 37/81, 37/82, 37/84, 37/85, 37/86, 37/87, 37/88, 37/89, 37/90, 37/91, 37/92, 37/93, 37/94, 37/95, 37/96, 37/97, 37/98, 37/99, 37/102, 37/103 Höhensiedlung und Wallanlage Königsberg |
| ja   | Datei hochladen | Sog. Hafnerkeusche HERIS-ID: 80948 Objekt-ID: 94705                                       | Pichla bei Radkersburg 39 Standort KG: Pichla bei Radkersburg | | BDA-Hist.: Q38174831 Status: Bescheid Stand der BDA-Liste: 2025-06-30 Name: Sog. Hafnerkeusche GstNr.: .41 |
| ja   | Datei hochladen | Pfarrhof HERIS-ID: 9620 Objekt-ID: 5598                                                   | Tieschen 13 Standort KG: Tieschen                             | Der zweigeschoßige Pfarrhof ist nördlich an den Chor der Kirche angebaut. | BDA-Hist.: Q38041857 Status: § 2a Stand der BDA-Liste: 2025-06-30 Name: Pfarrhof GstNr.: .6 |
| ja   | Datei hochladen | Kath. Pfarrkirche Hl. Dreifaltigkeit HERIS-ID: 9619 Objekt-ID: 5597                       | Standort KG: Tieschen                                         | Die Pfarrkirche wurde 1894–1898 im historistischen Stil neu gebaut, die Erhebung zur Pfarre erfolgte 1902. Die Fassade ist nur schwach gegliedert, nördlich ist ein quadratischer Turm mit Pyramidenhelm angebaut. Innen einfacher Saalraum mit Flachdecke über Pilastern, eingezogener dreijochiger Chor mit 3/8-Schluss und Stichkappengewölbe. Neobarocke Einrichtung aus der Bauzeit. | BDA-Hist.: Q20743731 Status: § 2a Stand der BDA-Liste: 2025-06-30 Name: Kath. Pfarrkirche Hl. Dreifaltigkeit GstNr.: .5 Pfarrkirche Tieschen |
| ja   | Datei hochladen | Urgeschichtliche Höhensiedlung und Wallanlage Königsberg HERIS-ID: 11911 Objekt-ID: 8032  | Königsberg Standort KG: Tieschen                              | Das Fundgebiet erstreckt sich über die Katastralgemeinden Patzen (siehe dort), Pichla bei Radkersburg und Tieschen. | BDA-Hist.: Q105639772 Status: Bescheid Stand der BDA-Liste: 2025-06-30 Name: Urgeschichtliche Höhensiedlung mit Wallanlage Königsberg GstNr.: 298, 293/1, 293/2, 294/1, 295/1, 296/1, 297/1, 299/1, 300/1, 301, 302/1, 303, 305, 306, 308, 304, 307 Höhensiedlung und Wallanlage Königsberg |